# Kamienica Pod Ewangelistami w Krakowie
Kamienica Pod Ewangelistami (Waxmanowska, Fiauzerowska, Lanckorońskich) – zabytkowa kamienica znajdująca się w Krakowie, w dzielnicy I przy Rynku Głównym 21, na rogu z ulicą Bracką 1, na Starym Mieście.
Budynek został wzniesiony w XIV wieku. W XV wieku zyskała sobie układ wnętrz typowy dla krakowskiego domu mieszczańskiego. Murowana oficyna tylna powstała w XIV lub XV wieku, natomiast drewniane zabudowania południowo-zachodniej części działki dopiero w latach 30. XIX wieku (zostały one zastąpione murowaną oficyną).
W drugiej połowie XVI wieku rozpoczął się proces przekształcania zabudowań na pałac miejski rodzin patrycjuszowskich (zakończony w pierwszej połowie XVII wieku). Powstała wówczas wczesnobarokowa parterowa galeria arkadowa na dziedzińcu.

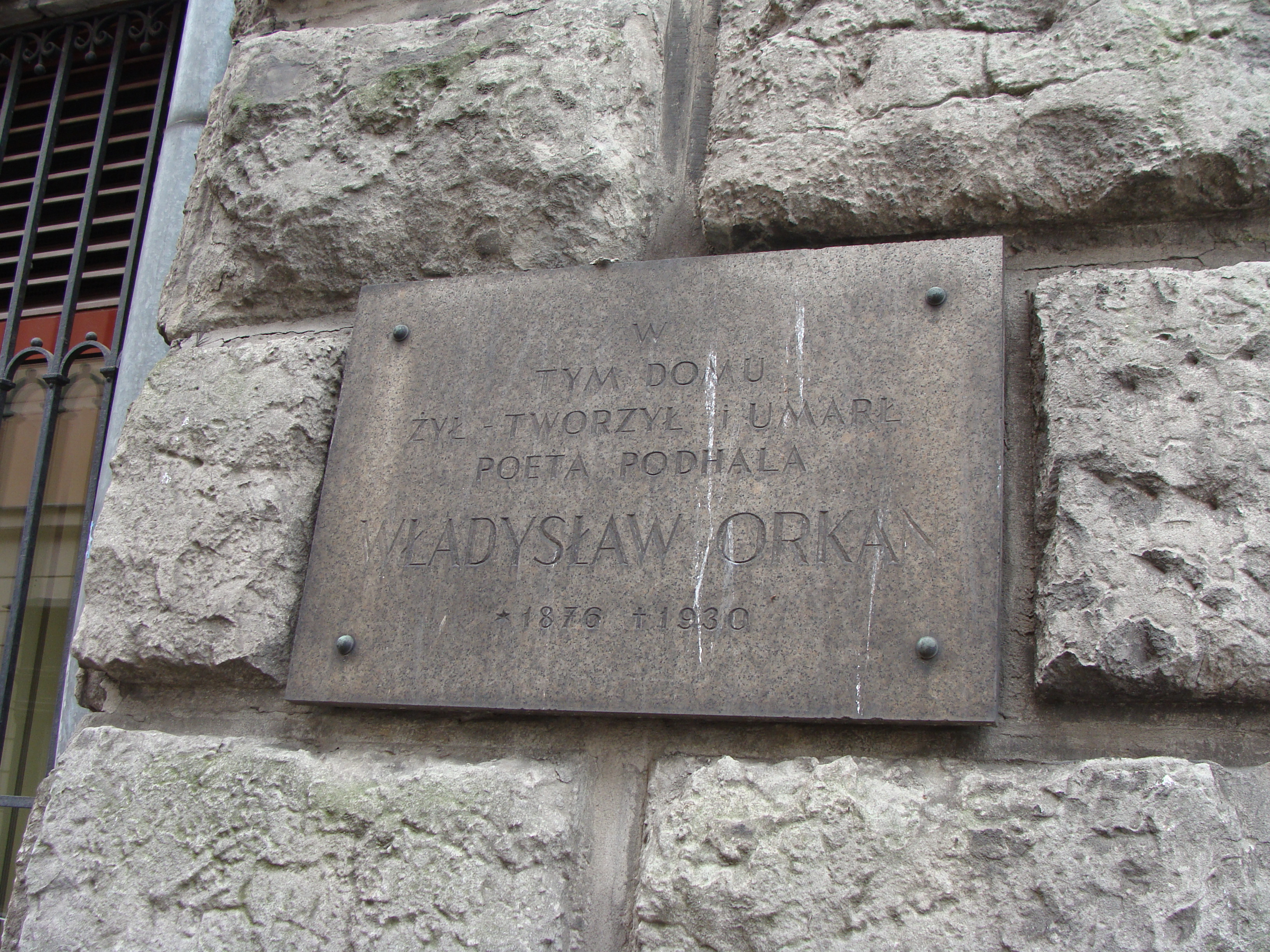
Tablica upamiętniająca Władysława Orkana

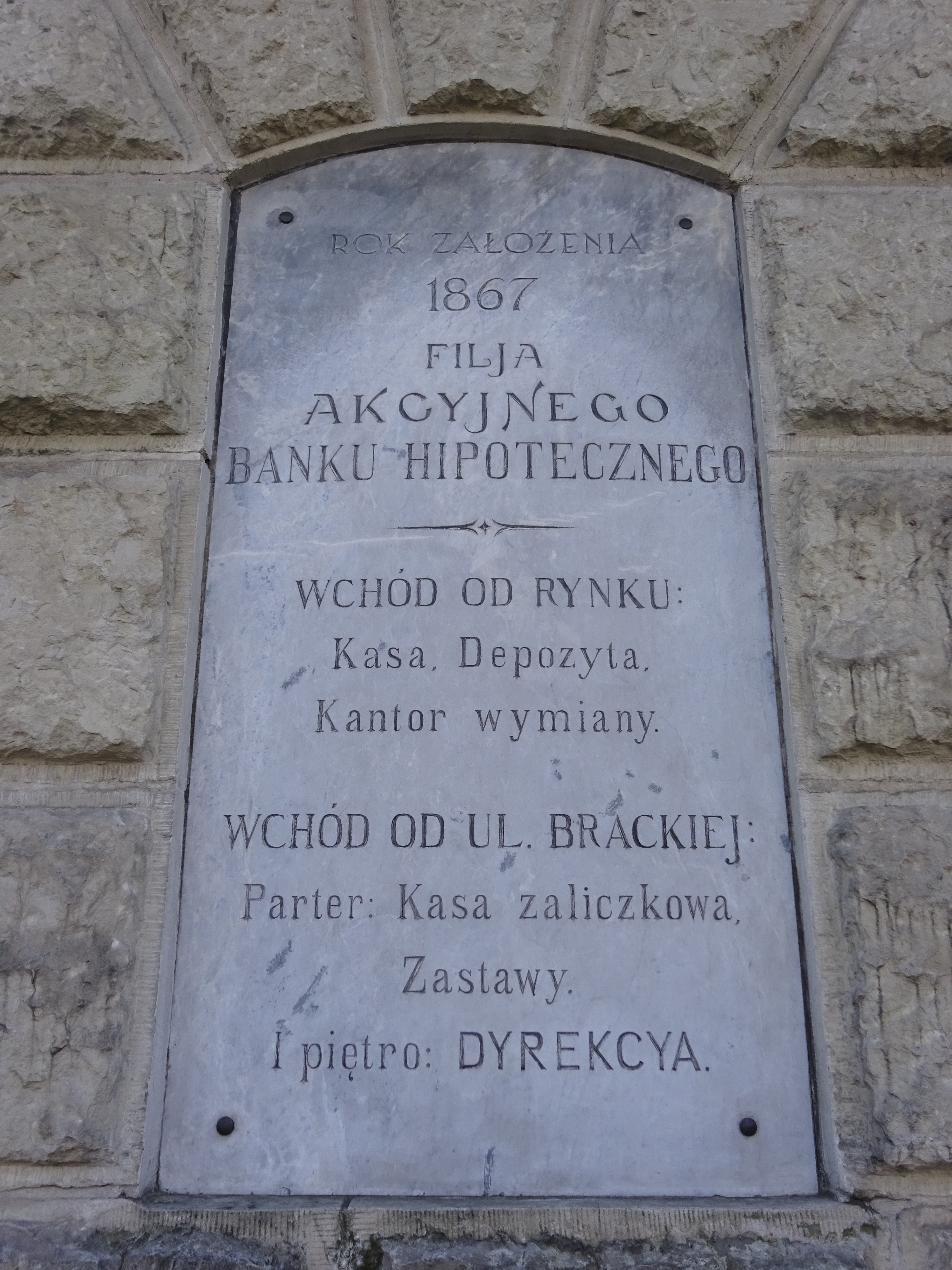
Tablica upamiętniająca założenie banku na parterze kamienicy - Akcyjny Bank Hipoteczny (1867)

Na fasadzie kamienicy znajduje się tablica informacyjna z nazwą banku, a także tablica upamiętniająca śmierć Władysława Orkana w tymże budynku.
24 listopada 1965 kamienica została wpisana do rejestru zabytków. Znajduje się także w gminnej ewidencji zabytków.

## Historia
- W latach 1656–1657 stacjonował tu gubernator okupowanego Krakowa, generał P. Wirtz.
- W 1674 roku została wykupiona przez W. Morsztyna i zmodernizowana przed 1688 roku (m.in. przy fasadzie zbudowano portyk kolumnowy z figurami czterech ewangelistów na balustradzie). Z bogatego wyposażenia wnętrz zachowała się dekoracja sztukatorska na sklepieniu pomieszczenia zwanego niesłusznie kaplicą, dopełniona polichromiami o tematyce mitologicznej.
- Przed 1789 roku dokonano klasycystycznej przebudowy z inicjatywy kasztelana kijowskiego M. Lanckońskiego (galeria po zachodniej stronie dziedzińca, fasada z niewielkimi zmianami zachowana, portal z herbem Zadora przeniesiono do Muzeum Narodowego).
- W czwartej ćwierci XIX wieku mieściła się tu bogata kolekcja obrazów.
- Od 1818 roku kamienica stanowiła własność rodzin kupieckich m.in. A. Helcla.
- W drugiej ćwierci XIX wieku na parterze mieściła się cukiernia Taronich.
- Po pożarze w 1850 roku została przebudowana według projektu K. Szydłowskiego (m.in. zmiany polegały na budowie trzeciego piętra).
- W 1867 roku w kamienicy otwarto filię Akcyjnego Banku Hipotecznego, siedzibą banku (obecnie PKO), kamienica jest do dziś.
- W latach 1902–1905 wyburzono oficyny oraz galerie arkadowe i wzniesiono dom przy ul. Brackiej 1a (na parterze odtworzono wczesnobarokową galerię, na pierwszym piętrze wyeksponowano stropy).
- Od 1907 roku prowadzono liczne przekształcenia dla filii Galicyjskiego Banku Hipotecznego według projektu J.L. Perosia (w miejscu sieni i sklepu powstała sala operacyjna z modernistyczną dekoracją, na pierwszym piętrze biura).